# Schlank-Spitzhörnchen
Das Schlank-Spitzhörnchen (Tupaia gracilis) kommt auf der südostasiatischen Insel Borneo vor, fehlt aber im zentralen Hochland der Insel, sowie im Südosten. Außerdem lebt das Tier auf den Karimatainseln und möglicherweise auch auf Belitung und Bangka.

## Merkmale
Das Schlank-Spitzhörnchen ist eine kleine Spitzhörnchenart und erreicht eine Kopf-Rumpf-Länge von 13,5 bis 15 cm, hat einen 15,5 bis 18 cm langen Schwanz, und hat ein Durchschnittsgewicht von 70 g. Die Hinterfüße sind 38 bis 41 mm lang und die Ohren haben eine Länge von 11 bis 14 mm. Der Schädel ist klein und zierlich, der Schwanz ist lang und buschig. Das Rückenfell ist agutifarben (d. h. die Haare sind gebändert) grau oder braun. Der Bauch ist hell, weißlich oder elfenbeinfarben. Das Schlank-Spitzhörnchen kann leicht mit dem sehr ähnlichen, ebenfalls auf Borneo vorkommenden Zwergspitzhörnchen (Tupaia minor) verwechselt werden. Beide Arten sind klein und zierlich und bewohnen Tieflandregenwälder.

## Lebensweise

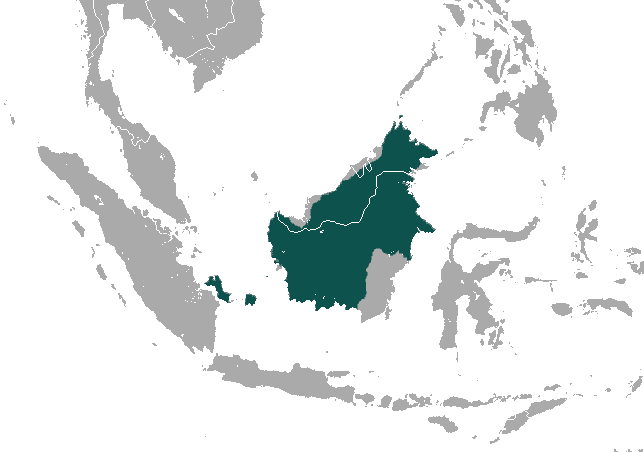
Verbreitungsgebiet

Das Schlank-Spitzhörnchen kommt in primären und sekundären Tieflandregenwäldern bis in Höhen von 1200 Metern vor. Es ist revierbildend, tagaktiv, vorwiegend terrestrisch (bodenbewohnend) und klettert in Bäumen und Sträuchern maximal bis zu einer Höhe von drei Metern. Das von einem Exemplar genutzte Territorium ist im Durchschnitt 10,5 ha (7 bis 15 ha) groß und damit größer als die Territorien anderer Spitzhörnchenarten. Die Territorien von Männchen und Weibchen überlappen sich nicht. Basierend auf den Daten mehrfach wieder eingefangener Tiere legen diese täglich eine Entfernung von durchschnittlich 1650 m zurück. Das Schlank-Spitzhörnchen ernährt sich von Raupen, Ameisen, Heuschrecken und anderen Insekten, die es im Falllaub sucht. Schlank-Spitzhörnchen vermehren sich wahrscheinlich das ganze Jahr über. Ihre aus Blättern und Pflanzenfasern bestehenden Nester bauen sie in Baumhöhlen und zwischen Schlingpflanzen in Höhen von maximal 1,5 Metern über dem Waldboden. Sie sind nur wenig getarnt und im Vergleich zu den Nestern anderer Spitzhörnchen recht auffällig. Die Weibchen bekommen pro Wurf zwei Jungtiere.

## Gefährdung
Das Schlank-Spitzhörnchen ist weit weniger häufig als andere Spitzhörnchenarten auf Borneo. Die IUCN schätzt den Bestand des Schlank-Spitzhörnchens gegenwärtig noch als ungefährdet ein (Least Concern). Da der Bestand aufgrund von Kahlschlag der Tieflandregenwälder aber abnimmt, könnte sich die Gefährdungskategorie in den nächsten 5 bis 10 Jahren zum Negativen ändern.